# Laruan
Lạp nguyễn (tiếng Trung: 拉阮; bính âm: Lāruǎn) là một nhạc cụ bộ dây tương đối mới của Trung Quốc pha trộn đàn trung nguyễn với âm thanh của cello phương Tây. Bản lớn hơn của nó là đại lạp nguyễn (大拉阮), tương ứng với âm trầm đôi. Thùng đàn có thân bằng gỗ hình tròn như trung nguyễn (có loại thùng đàn hình bầu dục), thân đàn không có phím và cung vĩ được làm từ lông ngựa giống đàn cello.
Nhạc cụ này được tạo ra vào thế kỷ 20 để thay thế cho các nhạc cụ trầm dùng vĩ khác được sử dụng trong dàn nhạc Trung Quốc, chẳng hạn như đê hồ (低胡) , cello, double bass, cách hồ (革胡), đê âm cách hồ (低音革胡), mã đầu cầm và bà cầm (琶琴) - là một loại đàn lute dùng vĩ kéo hiện đại có thân bằng gỗ hình quả lê giống như đàn tỳ bà, cổ không có phím đàn mà được Dàn nhạc truyền thống quốc gia Trung Quốc của Bắc Kinh là một trong số ít dàn nhạc Trung Quốc sử dụng nhạc cụ này.